# Języki nuristańskie
Języki nuristańskie – grupa językowa w obrębie podrodziny języków indoirańskich, na którą składa się 5 języków używanych przez górskie ludy w izolowanych rejonach Hindukuszu na granicy Afganistanu i Pakistanu. Łącznie mówi nimi niecałe 30 tysięcy osób, z czego prawie 24 tysiące posługuje się językiem kati. Każdy z tych języków występuje w różnych odmianach dialektalnych.

## Klasyfikacja
Języki indoeuropejskie > Języki indoirańskie > Języki nuristańskie
- Język aszkun
- Język kalasza-ala
- Język kati
- Język tregami
- Język wasi-weri

## Nazewnictwo i kontrowersje
Początkowo w stosunku do tej grupy językowej używano terminu „języki kafirskie”, od nazwy regionu Kafiristan. Obecna nazwa zastąpiła ją z powodu jej pejoratywnego wydźwięku – słowo kafir oznacza „niewierny”.
Umiejscowienie grupy w hierarchii języków indoirańskich stało się przedmiotem dyskusji naukowej. Większość językoznawców klasyfikowała ją jako odrębną grupę w ramach języków dardyjskich grupy indoaryjskiej, niektórzy włączali języki nuristańskie do języków irańskich.
Obecnie języki te uznawane są za jedną z trzech równoważnych grup obok indyjskich i irańskich, zajmując pośrednie stanowisko między nimi. Cechy języków irańskich przeważają w nuristańskiej morfologii, natomiast cechy języków indyjskich w słownictwie.
Głównymi problemami w badaniu języków nuristańskich są: brak piśmiennictwa oraz bardzo napięta sytuacja polityczna w rejonach ich występowania.